# Alex Aranburu
Alexander Aranburu Deba, detto Alex (Ezkio-Itsaso, 19 settembre 1995), è un ciclista su strada spagnolo che corre per il team Cofidis; professionista dal 2016, ha vinto una tappa al Giro dei Paesi Baschi 2021.

## Palmarès

### Strada
- 2013 (Juniores)

Campionati spagnoli, Prova in linea Juniores
- 2018 (Caja Rural, una vittoria)

Circuito de Getxo
- 2019 (Caja Rural, due vittorie)

2ª tappa Vuelta a la Comunidad de Madrid (San Martín de Valdeiglesias > San Martín de Valdeiglesias)
4ª tappa Vuelta a Burgos (Atapuerca > Ciudad Romana de Clunia)
- 2021 (Astana-Premier Tech, una vittoria)

2ª tappa Giro dei Paesi Baschi (Zalla > Sestao)
- 2022 (Movistar Team, due vittorie)

2ª tappa Tour du Limousin (Le Grand Périgueux Champcevinel > Ribérac)
Classifica generale Tour du Limousin
- 2024 (Movistar Team, due vittorie)

4ª tappa Giro del Belgio (Durbuy > Durbuy)
Campionati spagnoli, Prova in linea
- 2025 (Cofidis, una vittoria)

3ª tappa Giro dei Paesi Baschi (Zarautz > Beasain)

#### Altri successi
- 2019 (Caja Rural)

Classifica a punti Vuelta a Burgos
- 2024 (Movistar Team)

Classifica a punti Giro dei Paesi Baschi

### Ciclocross
- 2012-2013 (Juniores)

Cyclo-cross de Karrantza
Ziklo Kross Igorre

## Piazzamenti

### Grandi Giri
- Tour de France

2021: 74º
2023: 52º
2024: 71º
2025: 81º
- Vuelta a España

2018: 108º
2019: 94º
2020: 75º
2021: non partito (11ª tappa)

### Classiche monumento
- Milano-Sanremo

2020: 7º
2021: 7º
2022: 13º
2023: 26º
2025: 15º
- Giro delle Fiandre

2022: 20º
- Liegi-Bastogne-Liegi

2021: 21º
2023: 71º
2024: 14º
2025: 15º
- Giro di Lombardia

2020: 80º

### Competizioni mondiali
- Campionati del mondo

Toscana 2013 - In linea Juniores: 47º
Fiandre 2021 - In linea Elite: ritirato
Glasgow 2023 - In linea Elite: 19º
Zurigo 2024 - In linea Elite: 58º
- Giochi olimpici

Parigi 2024 - In linea: 18º

### Competizioni europee
- Campionati europei

Plumelec 2016 - In linea Under-23: 17º
Plouay 2020 - In linea Elite: 18º